# Bystrzyca-Colonia
Bystrzyca-Kolonia [pronunciación en polaco: /bɨsˈtʂɨt͡sa kɔˈlɔɲa/] es un pueblo ubicado en el distrito administrativo de Gmina Niemce, dentro del condado de Lublin, Voivodato de Lublin, en el este de Polonia. Se encuentra a unos 6 kilómetros al sureste de Niemce y a 12 kilómetros al noreste de la capital regional Lublin.